# Georges Dupont (chimiste)
Pour les articles homonymes, voir Georges Dupont et Dupont ou Dupond.
Cet article possède un paronyme, voir Georges-Hilaire Dupont.
Georges Dupont (17 juin 1884 à La Réole - 24 novembre 1958 dans le 13e arrondissement de Paris) est un chimiste français.

## Biographie
Georges Dupont naît le 17 juin 1884 à la Réole, de Pierre, Osmin, marchand mercier et de Marthe, Marie Aubian, modiste.
Il entre en 1904 à l'École normale supérieure (ENS) et fait le choix, rare à l'époque, d'étudier la chimie. Au sein du laboratoire de chimie de l'ENS, alors dirigé par le futur prix Nobel de chimie Paul Sabatier, il rédige une thèse sur les gamma-alcools acétyléniques en 1912. Il exerce alors comme professeur de lycée en physique-chimie à Bordeaux jusqu'en 1914 avant d'être mobilisé dans le 37e régiment d'infanterie coloniale. puis après guerre se met en congés de l'enseignement pour travailler en tant qu'ingénieur aux tréfileries et Laminoirs du Havre. En 1921 il rejoint la faculté de sciences de l'université de Bordeaux où il occupera différents postes de professeur en parallèle de son activité de directeur technique de l'Institut du pin. Il devient doyen de la faculté en 1930, jusqu'à son départ pour Paris en 1933. 
Professeur de chimie théorique à la faculté des sciences de Paris puis de chimie organique à l'École Centrale des Arts et Manufactures, il dirige le laboratoire de chimie de l'ENS à partir de 1934. C'est à cette époque que celui-ci, quittant les locaux exigus de la rue d'Ulm, s'installe dans les locaux actuels du 24, rue Lhomond, inaugurés en 1936 par Albert Lebrun et Léon Blum. Sur le plan scientifique, le laboratoire développe alors la recherche en chimie organique, et plus particulièrement l'étude des composés naturels. Georges Dupont introduit ainsi la chimie des terpènes.
Il succède en 1948 au médiéviste Albert Pauphilet à la tête de l'École normale supérieure de la rue d'Ulm, qu'il dirige jusqu'en 1954. Il est l'un des tout premiers scientifiques à avoir exercé cette fonction. C'est sous sa direction que les élèves de l'École normale supérieure deviennent, par une loi de 1948, fonctionnaires stagiaires.